# Parnans

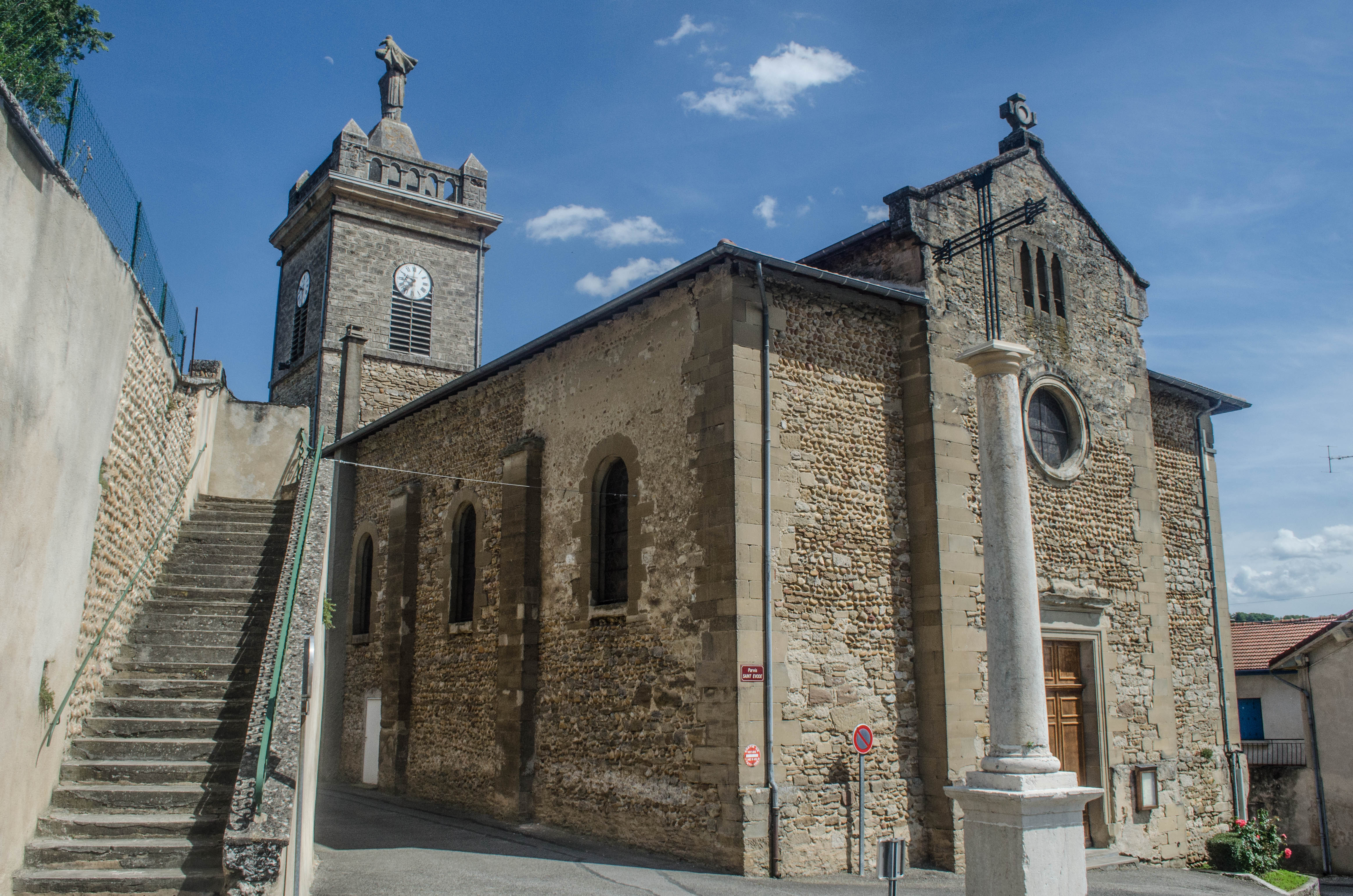
Église Saint-Évode.

Parnans est une commune française située dans le département de la Drôme, en région Auvergne-Rhône-Alpes.

## Géographie

### Localisation
La commune de Parnans est située à 12 km au nord-est de Romans-sur-Isère et à 32 km de Valence.

### Hydrographie
- La Joyeuse est un ruisseau qui a sa source dans la forêt de Thivoley, traverse les communes de Montmiral, Parnans, Châtillon-Saint-Jean, Saint-Paul-lès-Romans et se jette dans l'Isère après un cours de 16,74 kilomètres[1].

### Climat
Pour des articles plus généraux, voir Climat d'Auvergne-Rhône-Alpes et Climat de la Drôme.
En 2010, le climat de la commune est de type climat méditerranéen altéré, selon une étude du Centre national de la recherche scientifique s'appuyant sur une série de données couvrant la période 1971-2000. En 2020, Météo-France publie une typologie des climats de la France métropolitaine dans laquelle la commune est exposée à un climat de montagne ou de marges de montagne et est dans la région climatique  Moyenne vallée du Rhône, caractérisée par un bon ensoleillement en été (fraction d’insolation > 60 %), une forte amplitude thermique annuelle (4 à 20 °C), un air sec en toutes saisons, orageux en été, des vents forts (mistral), une pluviométrie élevée en automne (250 à 300 mm). 
Pour la période 1971-2000, la température annuelle moyenne est de 12,1 °C, avec une amplitude thermique annuelle de 17,6 °C. Le cumul annuel moyen de précipitations est de 933 mm, avec 8,6 jours de précipitations en janvier et 5,8 jours en juillet. Pour la période 1991-2020, la température moyenne annuelle observée sur la station météorologique de Météo-France la plus proche, « Romans_sapc », sur la commune de Romans-sur-Isère à 10 km à vol d'oiseau, est de 13,1 °C et le cumul annuel moyen de précipitations est de 876,7 mm,. Pour l'avenir, les paramètres climatiques de la commune estimés pour 2050 selon différents scénarios d'émission de gaz à effet de serre sont consultables sur un site dédié publié par Météo-France en novembre 2022.

## Urbanisme

### Typologie
Au 1er janvier 2024, Parnans est catégorisée commune rurale à habitat dispersé, selon la nouvelle grille communale de densité à 7 niveaux définie par l'Insee en 2022.
Elle est située hors unité urbaine. Par ailleurs la commune fait partie de l'aire d'attraction de Romans-sur-Isère, dont elle est une commune de la couronne,. Cette aire, qui regroupe 30 communes, est catégorisée dans les aires de 50 000 à moins de 200 000 habitants,.

### Occupation des sols
L'occupation des sols de la commune, telle qu'elle ressort de la base de données européenne d’occupation biophysique des sols Corine Land Cover (CLC), est marquée par l'importance des territoires agricoles (67,5 % en 2018), en diminution par rapport à 1990 (69,7 %). La répartition détaillée en 2018 est la suivante : 
zones agricoles hétérogènes (46,8 %), forêts (30,2 %), terres arables (19,8 %), zones urbanisées (2,3 %), prairies (0,8 %). L'évolution de l’occupation des sols de la commune et de ses infrastructures peut être observée sur les différentes représentations cartographiques du territoire : la carte de Cassini (XVIIIe siècle), la carte d'état-major (1820-1866) et les cartes ou photos aériennes de l'IGN pour la période actuelle (1950 à aujourd'hui).

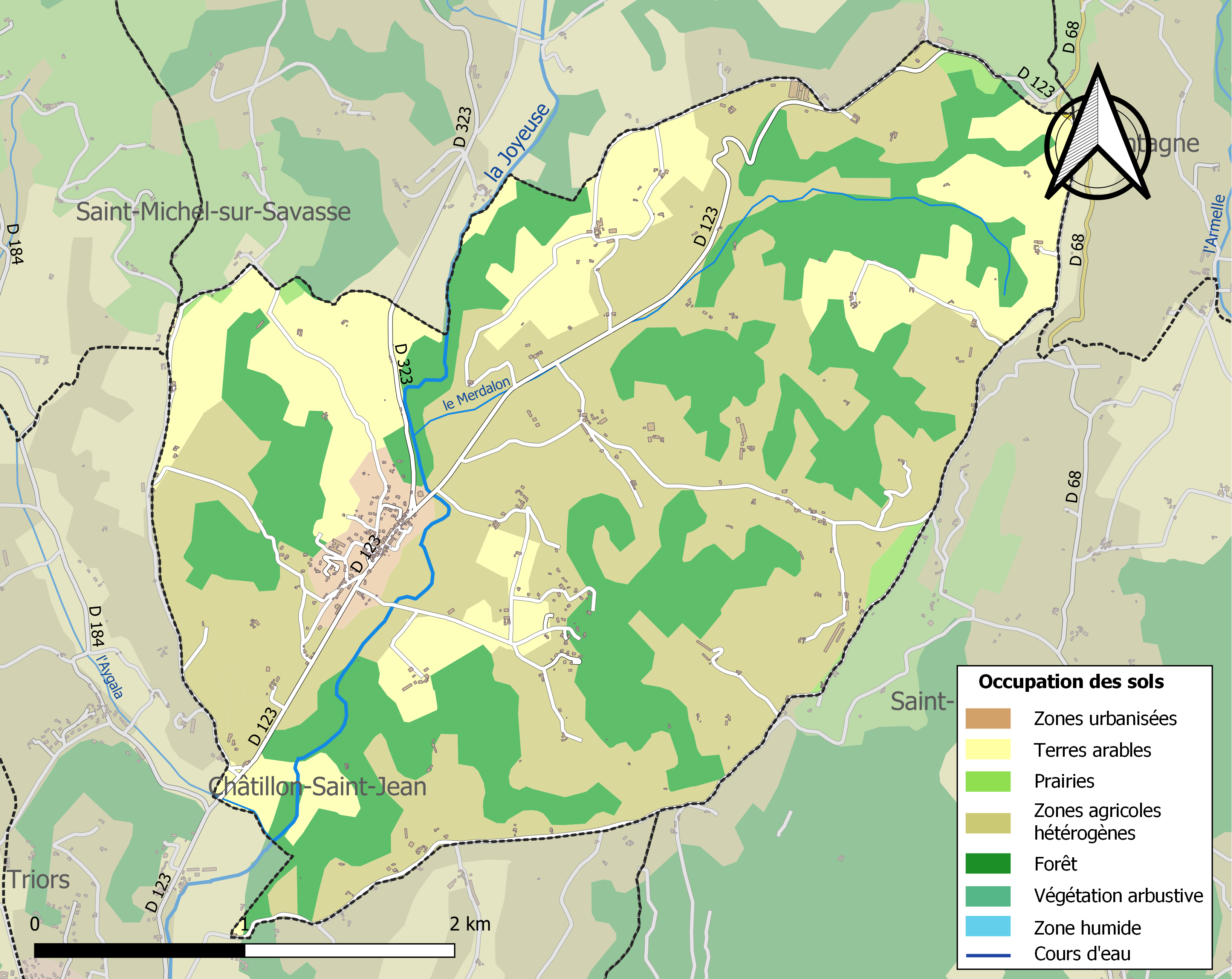
Carte des infrastructures et de l'occupation des sols de la commune en 2018 (CLC).

## Toponymie

### Attestations
Dictionnaire topographique du département de la Drôme :
- 696 : villa Parthenis (?) (Spicileg., XIII, 101).
- 1068 : mention de l'église Saint-Evode ou Saint-Véon : ecclesia Sancti Evodii in loco Pernans (cartulaire de Romans, 12 bis).
- 1080 : mention du mandement : mandamentum Pernanti (cartulaire de Romans, 183).
- 1196 : Pernanz (cartulaire de Romans, 371).
- 1204 : mention de l'église Saint-Evode ou Saint-Véon : ecclesia Sancti Evodii (archives des Bouches-du-Rhône, mss. de Chantelou).
- 1223 : villa Sancti Evodii (archives des Bouches-du-Rhône, mss. de Chantelou).
- 1327 : Pernancum (Homm. de Clérieu, 1327).
- XIVe siècle : mention du prieuré : prioratus Sancti Evodii (pouillé de Vienne).
- 1360 : mention du château : castrum Parnancii (choix de docum., 197).
- XVe siècle : mention du mandement : mandamentum de Pernancho (archives de la Drôme, fonds de Saint-Paul-lès-Romans).
- 1460 : Pernenc (archives de la Drôme, E 2541).
- 1459 : Pernansium et Pranesium (terrier de Vernaison).
- 1505 : mention de l'église Saint-Evode ou Saint-Véon : Saincte Evode de Parnans (archives de la Drôme, E 2311).
- 1514 : mention de la paroisse Saint-Evode et du mandement de Parnans : parrochia Sancti Evodii mandamenti Pernancii (archives de la Drôme, E 1855).
- 1521 : mention du prieuré : prioratus Sancti Evodii (pouillé de Vienne).
- 1618 : mention de l'église Saint-Evode ou Saint-Véon : Saint Vehon (archives de la Drôme, E 69).
- 1780 : mention de l'église Saint-Evode ou Saint-Véon : Saint Veon de Parnans (archives de la Drôme, B 1865).
- 1891 : Parnans commune du canton de Romans.

### Étymologie
Parnans pourrait venir du latin perna « fente, fissure »[réf. nécessaire].

## Histoire

### Antiquité: les Gallo-romains
- Vestiges gallo-romains[réf. nécessaire].

### Du Moyen Âge à la Révolution
Parnans s'est composé de deux villages : l'un bâti autour du château et l'autre autour du prieuré (c'est ce dernier qui a subsisté)[réf. nécessaire].
La seigneurie :
- Au point de vue féodal, Parnans était une terre du patrimoine des Bressieux.
- Début XVIe siècle : passe (par mariage) aux Claveyson.
- Vers 1620 : une partie de la terre passe aux Laget, l'autre passe aux Boffin.
- XVIIIe siècle : le tout est acquis par les Bally de Bourchenu, derniers seigneurs.

Parmi les personnages célèbres de Parnans, on peut citer Geoffroy de Parnans, et Gyraud, prieur de Saint-Antoine (second personnage après l'abbé en 1362-1363)[réf. nécessaire].
1640 (démographie) : 26 familles pour le premier village, 34 pour l'autre[réf. nécessaire].
Sous Louis XVI, le marquis Bally vendit ses biens à des bourgeois fortunés de la ville. Les parcelles furent achetées par de petites gens[réf. nécessaire].
Avant 1790 Parnans était une communauté de l'élection et subdélégation de Romans et du bailliage de Saint-Marcellin, formant une paroisse du diocèse de Vienne, dont l'église dédiée à saint Evode ou saint Véon, était celle d'un prieuré de l'ordre de Saint-Benoît et de la dépendance de l'abbaye de Montmajour-lès-Arles, existant dès 1208 et dont le titulaire avait la collation de la cure et les dimes de cette paroisse.
Le mandement de Parnans avait la même étendue que la commune de ce nom.

### De la Révolution à nos jours
En 1790, la commune est comprise dans le canton de Montmiral (puis de Saint-Paul-les-Romans[réf. nécessaire]). La réorganisation de l'an VIII (1799-1800) la place dans le canton de Romans.
La commune fut administrée pour la première fois par un maire en 1791-1792 (nom inconnu).

En 1805, M. Mortillet-Gallix fut désigné maire de Parnans par le préfet. Par la suite les autres maires furent élus (voir liste des maires).
À cette époque, la mairie n'existait pas. Le conseil municipal se réunissait chez l'aubergiste ou au presbytère.

## Politique et administration

### Liste des maires
| Période                                                                    | Période  | Identité                         | Étiquette | Qualité       |
| -------------------------------------------------------------------------- | -------- | -------------------------------- | --------- | ------------- |
| Les données manquantes sont à compléter.                                   |          |                                  |           |               |
| 1805                                                                       |          | Mortillet-Gallix                 |           |               |
| 1811                                                                       |          | Pierre Couchet                   |           |               |
| 1821                                                                       |          | Pierre Couchet                   |           |               |
| 1830                                                                       |          | André Juven                      |           |               |
| 1832                                                                       |          | Pierre Couchet                   |           |               |
| 1848                                                                       |          | Édouard Jassoud                  |           |               |
| 1852                                                                       |          | Édouard Jassoud                  |           |               |
| 1861                                                                       |          | Benoît Ageron                    |           |               |
| 1870                                                                       |          | Ferdinand Christophe             |           |               |
| Les données manquantes sont à compléter. : depuis la fin du second empire. |          |                                  |           |               |
| 1871                                                                       |          | ?                                |           |               |
| 1874                                                                       |          | Édouard Jassoud                  |           |               |
| 1875 (statut ?)                                                            |          | Joseph Guichard                  |           |               |
| 1878                                                                       |          | ?                                |           |               |
| 1881 (statut ?)                                                            | 1908     | Pierre Cognil                    |           |               |
| 1888                                                                       |          | Pierre Cognil                    |           | maire sortant |
| 1892                                                                       |          | Pierre Cognil                    |           | maire sortant |
| 1896                                                                       |          | Pierre Cognil                    |           | maire sortant |
| 1900                                                                       |          | Pierre Cognil                    |           | maire sortant |
| 1904                                                                       |          | Pierre Cognil                    |           | maire sortant |
| 1908                                                                       | 1929     | Henri Pinet                      |           |               |
| 1912                                                                       |          | Henri Pinet                      |           | maire sortant |
| 1919                                                                       |          | Henri Pinet                      |           | maire sortant |
| 1925                                                                       |          | Henri Pinet                      |           | maire sortant |
| 1929                                                                       | 1965     | Jules Gallix                     |           |               |
| 1935                                                                       |          | Jules Gallix                     |           | maire sortant |
| 1945                                                                       |          | Jules Gallix                     |           | maire sortant |
| 1947                                                                       |          | Jules Gallix                     |           | maire sortant |
| 1953                                                                       |          | Jules Gallix                     |           | maire sortant |
| 1959                                                                       |          | Jules Gallix                     |           | maire sortant |
| 1965                                                                       | 1972     | Henri Bard                       |           |               |
| 1971                                                                       |          | Henri Bard                       |           | maire sortant |
| 1972 (statut ?)                                                            | 1995     | Marcel Bost                      |           |               |
| 1977                                                                       |          | Marcel Bost                      |           | maire sortant |
| 1983                                                                       |          | Marcel Bost                      |           | maire sortant |
| 1989                                                                       |          | Marcel Bost                      |           | maire sortant |
| 1995                                                                       | 2001     | Christiane Pierre                |           |               |
| 2001                                                                       | 2014     | Philippe Chanove                 | UDI       |               |
| 2008                                                                       |          | Philippe Chanove                 |           | maire sortant |
| 2014                                                                       | 2020     | Pascal Bande                     |           | fonctionnaire |
| 2020                                                                       | En cours | Alain Robin[source insuffisante] |           |               |

## Population et société

### Démographie
L'évolution du nombre d'habitants est connue à travers les recensements de la population effectués dans la commune depuis 1793. Pour les communes de moins de 10 000 habitants, une enquête de recensement portant sur toute la population est réalisée tous les cinq ans, les populations de référence des années intermédiaires étant quant à elles estimées par interpolation ou extrapolation. Pour la commune, le premier recensement exhaustif entrant dans le cadre du nouveau dispositif a été réalisé en 2008.

En 2022, la commune comptait 701 habitants, en évolution de +0,29 % par rapport à 2016 (Drôme : +2,64 %, France hors Mayotte : +2,11 %).
| 1793 | 1800 | 1806 | 1821 | 1831 | 1836 | 1841 | 1846 | 1851 |
| ---- | ---- | ---- | ---- | ---- | ---- | ---- | ---- | ---- |
| 619  | 669  | 733  | 621  | 583  | 602  | 650  | 691  | 722  |

| 1856 | 1861 | 1866 | 1872 | 1876 | 1881 | 1886 | 1891 | 1896 |
| ---- | ---- | ---- | ---- | ---- | ---- | ---- | ---- | ---- |
| 688  | 680  | 648  | 604  | 621  | 597  | 644  | 677  | 678  |

| 1901 | 1906 | 1911 | 1921 | 1926 | 1931 | 1936 | 1946 | 1954 |
| ---- | ---- | ---- | ---- | ---- | ---- | ---- | ---- | ---- |
| 635  | 577  | 554  | 507  | 505  | 453  | 438  | 431  | 408  |

| 1962 | 1968 | 1975 | 1982 | 1990 | 1999 | 2006 | 2008 | 2013 |
| ---- | ---- | ---- | ---- | ---- | ---- | ---- | ---- | ---- |
| 382  | 406  | 357  | 435  | 458  | 476  | 603  | 638  | 692  |

| 2018 | 2022 | - | - | - | - | - | - | - |
| ---- | ---- | - | - | - | - | - | - | - |
| 694  | 701  | - | - | - | - | - | - | - |

### Enseignement
La commune relève de l'académie de Grenoble.

### Manifestations culturelles et festivités
- Fête : les premier dimanche de mai et le 15 août[20].
  - La Vogue du Cabri, le 1er weekend de mai, est l'événement festif essentiel du village. Le samedi commence par un concours de pétanque en triplette, puis un lâcher de ballons par les enfants du village. S'ensuit un repas dansant, dont le menu comprend du cabri et des ravioles. Le dimanche est animé par un vide-greniers dans le village, suivi d'un repas le midi avec la chorale les enfants de la Joyeuse[réf. nécessaire].

### Médias
Le territoire de la commune se situe dans l'aire de diffusion de plusieurs médias :

#### Presse écrite
- Le Dauphiné libéré, quotidien régional qui consacre, chaque jour, y compris le dimanche, dans son édition de « Romans et Drôme des collines » un ou plusieurs articles à l'actualité du canton et de la commune, ainsi que des informations sur les éventuelles manifestations locales, les travaux routiers, et autres événements divers à caractère local.
- L'Agriculture Drômoise, journal d'informations agricoles et rurales, couvre l'ensemble du département de la Drôme.
- Drôme Hebdo (ancien Peuple Libre), hebdomadaire chrétien d'informations.

#### Presse audio-visuelle
La commune est située sur l'aire de diffusion de Ici Drôme Ardèche, une radio publique également diffusée sur tout le territoire du département de la Drome et de l'Ardèche.

## Économie
En 1992 : pâturages (bovins, ovins), élevage de faisans, céréales.

## Culture locale et patrimoine

### Lieux et monuments
- Ruines du château médiéval[réf. nécessaire].
- Église Saint-Évode de Parnans, composite : appareil limousin, clocher du XIXe siècle[20].
- Fontaine[20].

### Héraldique, logotype et devise
|  | Parnans possède des armoiries dont l'origine et le blasonnement exact ne sont pas disponibles. |